# Ras Algethi
Ras Algethi (Rasalgethi, arabisch رأس الجاثي, DMG raʾs al-ǧāṯī ‚Kopf des Knienden‘) oder α Herculis (Alpha Herculis, kurz α Her) ist ein Stern im Sternbild Herkules. Es handelt sich um ein Dreifachsternsystem, dessen Hauptstern ein veränderlicher Stern ist. Das System liegt ca. 360 Lichtjahre entfernt und besitzt insgesamt eine scheinbare Helligkeit von durchschnittlich 3,06 mag. Damit handelt es sich – entgegen der Bezeichnung Alpha – nur um den dritthellsten Stern im Herkules (hinter β Herculis und ζ Herculis). 

## Sternsystem
Ras Algehti erscheint zuerst als visueller Doppelstern mit einem scheinbaren Abstand von 5,0″ (Positionswinkel 103°). Dieser besteht aus dem 2,7 – 4 mag hellen Hauptstern Ras Algethi A (α1 Her) und dem 5,4 mag hellen Begleiter Ras Algethi B (α2 Her). Die Umlaufzeit beträgt nach einer vorläufigen Bahnberechnung 3600 Jahre. Der Begleiter ist nun selbst ein einliniger spektroskopischer Doppelstern – bestehend aus α2 Her A (auch: α Her Ba) und α2 Her B (auch: α Her Bb) – mit einer Umlaufzeit von 51,6 Tagen.
Die IAU hat am 30. Juni 2016 die Bezeichnung Rasalgethi als standardisierten Eigennamen nur für den Stern α1 Her festgelegt. α2 Her hat demnach keinen Eigennamen.
Die Bahnelemente der Einzelsysteme lauten wie folgt:
| Bahnelement            | Hauptsystem (α1 – α2) | Untersystem (α2 A – α2 B) |
| ---------------------- | --------------------- | ------------------------- |
| Umlaufzeit             | 3600 a                | 51,578 d                  |
| Epoche des Periastrons | Jahr 3685             | JD 2 434 791,026 ± 0,012  |
| Exzentrizität          | 0                     | 0,0220 ± 0,0022           |
| Große Halbachse        | 4,68″ (≙ 520 AE)      | unbestimmt                |
| Bahnneigung            | 155,8°                | unbestimmt                |
| Argument des Knotens   | 119,6°                | unbestimmt                |
| Argument der Periapsis | 5,0°                  | 67,5 ± 5,7°               |

## Eigenschaften der Sterne

### Ras Algethi A (α1Herculis)
Ras Algethi A ist ein heller Riese (Spektralklasse M5 Ib–II) und AGB-Stern. Seine Masse liegt bei etwa 2 – 3 M⊙, beispielsweise wurde mit dem Sternentwicklungscode MESA die Anfangsmasse zu 2,175 – 3,25 M⊙ berechnet. Radiusbestimmungen kommen teilweise zu stark verschiedenen Ergebnissen. So beträgt der interferometrisch gemessene Winkeldurchmesser des Sterns auf Grundlage der Randverdunkelung im nahen Infrarot (λ = 2,2 µm) ca. 31 mas, im mittleren Infrarot (λ = 9,5 – 11,5 µm) jedoch ca. 39 mas. Verantwortlich für diese Diskrepanz dürfte eine Hülle heißen Wasserdampfes um den Stern sein, welche die optische Tiefe zwischen den Wellenlängen entsprechend beeinflusst. Der Nahinfrarotdurchmesser entspricht einem linearen Radius von 400 ± 61 R⊙, wobei die ungenaue Entfernung den größten Anteil am Fehler ausmacht. Theoretische Modelle ergeben wiederum einen viel kleineren Radius von 284 ± 60 R⊙. Außerdem schwankt der Radius aufgrund der Pulsation des Sterns mit einer Amplitude von bis zu ca. 14 %. Die effektive Temperatur beträgt im Mittel 3280 K, was bei einem Radius von R = 284 R⊙ eine Leuchtkraft von L ≈ 8300 L⊙ ergibt.
Ras Algethi A zählt zu den halbregelmäßig veränderlichen Sternen (Unterklasse SRc). Die scheinbare visuelle Helligkeit beträgt im Schnitt 3,35 mag, im Maximum 2,74 mag und im Minimum 4 mag. Die Helligkeitsschwankungen begründen sich in der Pulsation. Der Stern besitzt mehrerer kurze Pulsationsperioden um die 125 Tage, welche von einer durchschnittlich 1343-tägigen sekundären Periode überlagert werden.
Seit 1956 ist bekannt, dass Ras Algethi A von einer dünnen zirkumstellaren Staubhülle umgeben ist, die in ihrer Ausdehnung über die Bahn von Ras Algethi B hinausreicht. Sie ist das Ergebnis des kontinuierlichen Masseverlustes des Sterns von jährlich (1,5 ± 0,3) × 10−7 M⊙ infolge von Sternwind und Pulsation. Wie interferometrische Beobachtungen zeigen, dürfte sich um 1990 ein besonders großer Materieausbruch ereignet haben (Auswurf von ca. 10−6 M⊙, Expansionsgeschwindigkeit der ausgeworfenen Materie ca. 75 km/s).

### Ras Algethi B (α2Herculis)
Der spektroskopische Doppelstern Ras Algethi B (α2 Her) besteht aus dem Hauptstern α2 Her A (Spektraltyp G8) und dessen Begleiter α2 Her B (Spektraltyp A9). Die berechneten Anfangsmassen betragen 2,175 – 3 M⊙ (α2 Her A) und 1,6 – 2,3 M⊙ (α2 Her B). Im Hertzsprung-Russell-Diagramm befindet sich α2 Her A entweder am roten Riesenast, kurz nachdem das Heliumbrennen eingesetzt hat, oder in der frühen AGB-Phase. α2 Her B befindet sich an der Grenze zwischen der Hauptreihen- und Unterriesenphase (Leuchtkraftklasse IV–V).

## Beobachtung
Für Amateurastronomen ist Ras Algethi ein interessanter Doppelstern, da er schon mit einem kleinen Fernrohr mit 6 – 7 cm Öffnung aufgelöst werden kann und die rote (orange) Farbe des Hauptsterns leicht erkennbar ist.